# Waupacksee
Der Waupacksee ist ein See am südöstlichen Stadtrand von Waren (Müritz) im Landkreis Mecklenburgische Seenplatte in Mecklenburg-Vorpommern. Die maximale Ausdehnung der 62,5 m ü. NHN befindlichen, 6,8 Hektar großen Wasseroberfläche beträgt 300 Meter mal 270 Meter. Einziger Zufluss ist ein Graben aus den nördlich angrenzenden Wiesen, ein Graben führt sein Wasser zur Feisneck und weiter zur Müritz ab. Der See ist hauptsächlich von Wiesen umgeben, lediglich am Ostufer gibt es eine das Ufer begleitende Buschreihe. Die Ufer sind verschilft, so gibt es einen direkten Zugang zum See nur von einem Privatgrundstück am Westufer. Eine Hochspannungsleitung verläuft über dem nördlichen Teil des Sees.

## Nachweise
1. ↑  Geodatenviewer des Amtes für Geoinformation, Vermessungs- und Katasterwesen Mecklenburg-Vorpommern (Hinweise)